# Sapindales
Sapindales Juss. ex Bercht. & J.Presl, 1820 è un ordine di piante angiosperme dicotiledoni con distribuzione cosmopolita.

## Tassonomia
La moderna classificazione filogenetica AGP IV assegna all'ordine Sapindales le seguenti famiglie:
- Biebersteiniaceae Schnizl.
- Nitrariaceae Lindl.
- Kirkiaceae Takht.
- Burseraceae Kunth
- Anacardiaceae R.Br.
- Sapindaceae Juss. (include Xanthocerataceae Buerki et al.)
- Rutaceae Juss.
- Simaroubaceae DC.
- Meliaceae Juss.

La classificazione tradizionale (Sistema Cronquist) assegnava all'ordine le seguenti famiglie:
- Aceraceae
- Akaniaceae
- Anacardiaceae
- Bretschneideraceae
- Burseraceae
- Cneoraceae
- Hippocastanaceae
- Julianiaceae
- Meliaceae
- Melianthaceae
- Rutaceae
- Sapindaceae
- Simaroubaceae
- Staphyleaceae
- Zygophyllaceae